# André Biéler (théologien)
Pour les articles homonymes, voir André Biéler et Biéler.
André Biéler, né le 4 mars 1914 à Naters et mort à Morges le 7 décembre 2006, est un théologien et éthicien protestant suisse, et un professeur d'université vaudois.

## Biographie

### Origines et famille
André Biéler naît le 4 mars 1914 à Naters, près de Brigue, dans le canton du Valais, alors que son père, Alfred Biéler, ingénieur, dirige le percement du deuxième tunnel du Simplon. Sa mère est l'ingénieure Cécile Biéler. Il est originaire de Préverenges et de Genève.
Il épouse Geneviève Gautier, fille d'un banquier. Ils ont quatre enfants[réf. nécessaire], dont Philippe Biéler.

### Études
André Biéler effectue sa scolarité à Genève.
Il fait des études de théologie aux universités de Genève et de Bâle, après avoir commencé en faculté des sciences, et obtient sa licence de théologie en 1939. Il fait également des études en économie. Il présente en 1959 une thèse de doctorat en sciences économiques intitulée « La pensée économique et sociale de Calvin ». Cet ouvrage fondamental sera à la base de son engagement social.

### Pasteur
André Biéler travaille d'abord comme pasteur dans la paroisse de Chancy de 1940 à 1945. Il est ensuite aumônier à l’université de Genève de 1947 à 1955, quand il reprend une paroisse, à Malagnou, jusqu’en 1962.
En 1964, à l'occasion du 400e anniversaire de la mort de Jean Calvin, il est invité à prêcher à Neuchâtel lors de l'assemblée annuelle de la Fédération des Églises protestantes de Suisse. Il actualise alors les recommandations du célèbre réformateur et propose que les Églises demandent une réduction des dépenses militaires et davantage d'aide au tiers-monde.

### Éthicien
André Biéler fait des recherches en éthique à Münster, Heidelberg, Paris et Londres. En 1967, il devient professeur d'éthique sociale ad personam aux universités de Lausanne et de Genève, fonction qu'il exerce jusqu'en 1979. Durant cette période, il s'installe d’abord à Begnins, puis à Nyon et Trélex. Retraité, il déménage à Morges.
André Biéler est l'un des principaux éthiciens protestants de la seconde moitié du XXe siècle. « Le professeur Biéler eut un rayonnement déterminant sur plusieurs générations de théologiens ».

### Militant
André Biéler est en 1968 l'un des fondateurs de la « Déclaration de Berne » (devenue Public Eye).
En 1970, il est de ceux qui lancent la « Conférence Suisse-Tiers-monde » et « l'Action commune Tiers-monde ». Il a soutenu la création de l'« Institut d’éthique sociale » de la Fédération des Églises protestantes de Suisse. Il est aussi à la base de la « Convention des actionnaires de Nestlé » (CANES).
Il a également soutenu les efforts pour des relations justes avec le tiers monde, pour la modification du statut de saisonnier en Suisse, pour la reconnaissance de l'objection de conscience et contre la torture. Enfin, il critique le développement et le gaspillage des ressources dans son livre « Le développement fou » (1973).

## Œuvres
- La pensée économique et sociale de Calvin, vol. 13, Genève, Georg, coll. « Publications de la Faculté des sciences économiques et sociales de l'Université de Genève », 1959
- Calvin, prophète de l'ère industrielle : fondements et méthode de l'éthique calvinienne de la société ; en appendice Une suggestion aux Églises chrétiennes, Genève, Labor et Fides, coll. « Débats ; 3 », 1964, 72 p.
- Une politique de l'espérance : de la foi aux combats pour un nouveau monde, Genève, Labor et Fides, 1971, 191 p. préface de Dom Helder Camara
- Le développement fou : le cri d'alarme des savants et l'appel des Églises, Genève, Labor et Fides, 1973, 173 p. préface de Philip A. Potter
- Chrétiens et socialistes avant Marx, Genève, Labor et Fides, coll. « Le champ éthique ; no 6 », 1981, 349 p. préface de Claude Gruson
- Les Églises et l'économie, Genève, Labor et Fides, 1983, 60 p.
- La force cachée des protestants : chance ou menace pour la société? : toute religion induit une politique ; toute politique cache une croyance, Genève, Labor et Fides, 1995, 269 p. (ISBN 978-2-8309-0799-5) préface de Jean-Bernard Racine

### Sources
- « André Biéler », sur la base de données des personnalités vaudoises sur la plateforme « Patrinum » de la Bibliothèque cantonale et universitaire de Lausanne.
- Fonds : André Bieler (1930 - 2002) [0,90 mètre linéaire].  Cote : CH-000053-1 PP 802. Archives cantonales vaudoises (présentation en ligne).
- Bibliographie P. Gisel, éd., Encycl. du protestantisme, 1995, 139 (avec liste d'œuvres)